# Acarospora schleicheri
Acarospora schleicheri är en lavart som först beskrevs av Erik Acharius, och fick sitt nu gällande namn av A. Massal. Acarospora schleicheri ingår i släktet Acarospora och familjen Acarosporaceae.   Inga underarter finns listade i Catalogue of Life.